# 장경린
장경린(1957년 ~ )은 대한민국의 시인이다.
1957년 서울에서 태어났으며, 1985년 문예중앙에 등단하였다. 그 이후 꾸준한 작품 활동을 하였다.

## 수상
- 문예중앙 신인문학상(1985년)

## 저서
- 시집 《누가 두꺼비집을 내려놨나》(민음사, 1989)
- 시집 《사자 도망간다 사자 잡아라》(문학과지성사, 1993)
- 시집 《토종닭 연구소》(문학과지성사, 2005)
- 시집 《누가 두꺼비집을 내려놨나》(믿음사, 2007)
- 시집 《간접 프리킥》(지식을만드는지식, 2012년)

## 같이 보기
- 문예중앙

## 참고 문헌
- 본 문서에는 지식을만드는지식에서 CC-BY-SA 3.0으로 배포한 책 소개글 중 "간접 프리킥 (장경린 육필시집)" 의 소개글을 기초로 작성된 내용이 포함되어 있습니다.